# 無眼瘤大蚜
無眼瘤大蚜（学名：Nippolachnus piri）为大蚜科日本大蚜屬下的一个种。